# Calgary
Calgary je mesto v kanadski provinci Alberta, ki stoji ob sotočju rek Bow in Elbow na jugu te province na zahodu Kanade. S skoraj 1,3 milijona prebivalci mestne občine (po popisu leta 2019) je največje mesto v Alberti in eno največjih v vsej državi. Predstavlja južni rob metropolitanskega območja, poimenovanega »koridor Calgary–Edmonton«, kjer je v začetku stoletja živelo skoraj tri četrtine vseh prebivalcev province. Edmonton, ki je glavno mesto province, je od Calgaryja oddaljen približno 300 km.
V mestu imajo sedež naftna podjetja, ki izkoriščajo vire nafte in plina v regiji, zato je pomembno poslovno središče, tradicionalen pomen pa ima tudi živinoreja in kultura kavbojev (znamenit je vsakoletni rodeo Calgary Stampede). Calgary je sicer nastal leta 1875 kot utrjena postojanka konjeniške policije v boju proti nelegalnim trgovcem z žganjem, ki so prodajali alkohol lokalnim plemenom staroselcev v zameno za bizonove kože. Leta 1883 je bila do naselja zgrajena železniška proga, zato je začelo hitro rasti; leta 1884 je bilo formalno ustanovljeno kot naselje, deset let kasneje pa je Calgary pridobil status mesta.
Calgary je leta 1988 kot prvo kanadsko mesto gostil zimske olimpijske igre.